# Joan Francesc Mira i Casterà
Joan Francesc Mira i Casterà (Valencia, 3 december 1939) is een schrijver, antropoloog en socioloog uit Valencia. Hij is erelid van de Associació d'Escriptors en Llengua Catalana en voorzitter van Acció Cultural del País Valencià. Hij was ook korte tijd politiek actief in de partij Bloc Nacionalista Valencià, voor wie hij kandidaat was voor de nationale verkiezingen in Spanje in 2000 en voor de regionale regering van Valencia in 2003.

## Biografie
Hij werd in 1939 in Valencia geboren en heeft zijn jeugd in de wijk La Torre doorgebracht. In 1959 behaalde hij het diploma van baccalaureus aan de Pauselijke Universiteit Gregoriana in Rome, en een jaar later zijn doctoraal in de filosofie aan de Lateraanse Universiteit. In 1962 studeerde hij af in de Letteren en Wijsbegeerte aan de Universiteit van Valencia, waar hij in 1971 ook doctoreerde. en van 1983 tot 1991 Grieks doceerde. In 1991 werd hij hoogleraar Grieks aan de Universitat Jaume I in Castelló de la Plana.
In de jaren zeventig van de vorige eeuw werkte hij tevens in het Laboratoire d'Anthropologie Sociale van de Sorbonne. 1978-79 was hij gastdocent aan de Princeton-universiteit. Hij werd directeur van het Institut Valencià de Sociologia i Antropologia Social (1980-1984). In 1982 richtte hij het Valenciaans Museum voor Etnologie op en werd er de eerste directeur van (tot in 1984) el Museu Valencià d'Etnologia, institució que va dirigir fins a 1984.
In 1991 kreeg hij het Creu de Sant Jordi voor zijn civiek engagement. Van 1992 tot 1999 was hij voorzitter van Acció Cultural del País Valencià. In 1999 was hij kandidaat bij de regionale verkiezingen voor de Corts Valencianes in een kartel met de naam Valencians pel Canvi (Valencianen voor verandering). In hetzelfde jaar werd hij lid van het Institut d'Estudis Catalans. Voor zijn gezamenlijke oeuvre kreeg hij in 2004 Ereprijs der Catalaanse Letteren in 2005 de Gabriel Alomar-prijs.
In juli 2012, werd Joan Francesc Mira opnieuw verkozen tot voorzitter van Acció Cultural del País Valencià als opvolger van Eliseu Climent verkozen. In mei werd hij door het kartel Compromís in het regionaal parlement voorgesteld als lid voor de Cultuurraad "wegens zijn onafhankelijkheid en indrukwekkend curriculum". Een meerderheid gevormd door de rechtse Partido Popular en de socialistische PSOE-PSPV stelde zijn veto.
In 2013 verscheen het werk El tramvia groc (De gele tram) over zijn jeugdervaringen in de eerste jaren van de franquistische dictatuur tussen 1940 en 1950.

## Werken

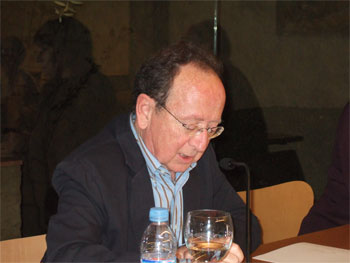
Joan Francesc Mira bij de opening van de tentoonstelling Pla, l'Hermós i companyia. Figures literàries II door de Stichting Josep Pla (2008)

Qua verhalend proza is hij onder meer bekend voor El bou de foc (1974), Els cucs de seda (1975), Viatge al final del fred (1983), Els treballs perduts (1989) - prijs van de lezers van het blad Temps (1990), thematisch verwant met Ulysses van Joyce -, Borja Papa (1996), Quatre qüestions d'amor (1998), Purgatori (2002) en El tramvia groc (2013).
Hij vertaalde (naar het Catalaans) De goddelijke komedie (2001), het Evangelie (2004) en de Odyssea (2011). Een volledige lijst van zijn werken is te vinden op de Catalaanse Wikipedia. Tot op heden (2015) werd nog geen van zijn werken in het Nederlands vertaald.
Enkele van zijn belangrijke historische essays, geschreven vanuit Valenciaans perspectief zijn Crítica de la nació pura (1985, Kritiek van de zuivere natie), over het begrip natie, Sobre la nació dels valencians (1997, Over de natie van de Valencianen) en Els Borja: família i mite (2000, De Borgia's: familie en mythe), Europeus. Retrat en setanta imatges (2010)

## Prijzen
- 1974 Premi Andròmina de narrativa voor Els cucs de seda
- 1984 Premi Joan Fuster d'assaig voor Crítica de la nació pura
- 1985 Serra d'Or-criticiprijs voor literatuur en essay voor Crítica de la nació pura
- 1985 Lletra d'or voor Crítica de la nació pura
- 1991 Creu de Sant Jordi
- 1996 Premi Joan Crexells de narrativa voor Borja Papa
- 1996 Premi Nacional de la Crítica, voor Borja papa
- 2000 Serra d'Or-criticiprijs voor literatuur en essay voor de vertaling Divina Comèdia
- 2001 Gouden medaille van de stad Florence
- 2001 Nationale prijs voor vertalingen
- 2002 Premi Sant Jordi de novel·la
- 2004 Premi Nacional de la Crítica, voor Purgatori
- 2004 Premi d'Honor de les Lletres Catalanes
- 2007 Premi Jaume Fuster
- 2008 Premi Maria Àngels Anglada de narrativa
- 2008 Premi Joan Crexells de narrativa voor El professor d'història
- 2009 Premi Maria Àngels Anglada voor El professor d'història
- 2009 Premi Nacional de la Crítica, voor El professor d'història
- 2009 Premi Alfons el Magnànim València voor verhalend proza voor: Escacs de mort
- 2015 Premi Socarrat Major[12]